# Liste der Mitglieder des Deutschen Bundestages (3. Wahlperiode)
Diese Liste gibt einen Überblick über alle Mitglieder des Deutschen Bundestages der 3. Wahlperiode (1957–1961).

## Zusammensetzung
Nach der Bundestagswahl 1957 setzte sich der Deutsche Bundestag wie folgt zusammen:
| Fraktion     | Beginn der Legislaturperiode | Ende der Legislaturperiode | Zugänge | Abgänge | Saldo    |
| ------------ | ---------------------------- | -------------------------- | --- | --- | -------- |
| CDU/CSU      | 270 (7)                      | 281 (8)                    | 1. Hübner (Gast) 2. Elbrächter 3. Kalinke 4. von Merkatz 5. Preiß 6. Preusker 7. Probst (Freiburg) 8. Ripken 9. Schild 10. Seebohm 11. Steinmetz 12. Tobaben 13. Schneider (Lollar)                       | 1. Nellen | +11 (1)  |
| SPD          | 169 (12)                     | 168 (12)                   | 1. Nellen | 1. Behrisch 2. Kinat | −1       |
| FDP          | 41 (2)                       | 43 (2)                     | 1. Eisenmann 2. Logemann | – | +2       |
| DP           | 17                           | 0                          | – | 1. Eisenmann 2. Elbrächter 3. Kalinke 4. von Merkatz 5. Preiß 6. Preusker 7. Probst (Freiburg) 8. Ripken 9. Schild 10. Seebohm 11. Steinmetz 12. Logemann 13. Tobaben 14. Schneider (Lollar) 15. Heinz Matthes 16. Schneider (Bremerhaven) 17. Schranz | −17      |
| fraktionslos | 0 (1)                        | 5 (0)                      | 1. Elbrächter 2. Kalinke 3. von Merkatz 4. Preiß 5. Preusker 6. Probst (Freiburg) 7. Ripken 8. Schild 9. Seebohm 10. Steinmetz 11. Behrisch 12. Matthes 13. Schneider (Bremerhaven) 14. Schranz 15. Kinat | 1. Hübner 2. Elbrächter 3. Kalinke 4. von Merkatz 5. Preiß 6. Preusker 7. Probst (Freiburg) 8. Ripken 9. Schild 10. Seebohm 11. Steinmetz | +5 (- 1) |
| Gesamt       | 497 (22)                     | 497 (22)                   | 31 | 31 | ±0       |

 In der Klammer steht die Anzahl der Berliner Abgeordneten. 

## Präsidium
- Präsident des Deutschen Bundestages
Eugen Gerstenmaier (CDU).
- Vizepräsidenten des Deutschen Bundestages
Carlo Schmid (SPD)
Richard Jaeger (CSU)
Max Becker (FDP) verstorben am 29. Juli 1960; Thomas Dehler (FDP) seit 28. September 1960
ab 23. April 1958: Victor-Emanuel Preusker (DP) Amtsniederlegung am 4. Oktober 1960 wegen des Wechsels zur CDU/CSU-Bundestagsfraktion

## Wahlen zum Präsidium

### Konstituierende Sitzung am 15. Oktober 1957
| Name                           | Partei | abgegebene Stimmen | benötigte Mehrheit | Ja          | Nein        | Enthaltungen | ungültige Stimmen |
| ------------------------------ | ------ | ------------------ | ------------------ | ----------- | ----------- | ------------ | ----------------- |
| Eugen Gerstenmaier (Präsident) | CDU    | 494                | 260                | 437         | 0           | 54           | 3                 |
| Carlo Schmid                   | SPD    | Akklamation        | Akklamation        | Akklamation | Akklamation | 2            | -                 |
| Richard Jaeger                 | CSU    | Akklamation        | Akklamation        | Akklamation | Akklamation | 2            | -                 |
| Max Becker                     | FDP    | Akklamation        | Akklamation        | Akklamation | Akklamation | 2            | -                 |

### Nachwahlen zum Präsidium
| Datum              | Name                    | Partei | Wahlgang | abgegebene Stimmen | benötigte Mehrheit | Ja          | Nein | Gegenkandidat   | Partei | Stimmen für Gegenkandidaten | Enthaltungen | ungültige Stimmen |
| ------------------ | ----------------------- | ------ | -------- | ------------------ | ------------------ | ----------- | ---- | --------------- | ------ | --------------------------- | ------------ | ----------------- |
| 23. April 1958     | Victor-Emanuel Preusker | DP     | 1.       | 418                | 260                | 236         | 182  |                 |        |                             | -            | ?                 |
| 23. April 1958     | Victor-Emanuel Preusker | DP     | 2.       | 424                | 260                | 228         | 196  | 0               | 0      |                             |              |                   |
| 23. April 1958     | Victor-Emanuel Preusker | DP     | 3.       | 426                | 201                | 233         | -    | Erwin Schoettle | SPD    | 167                         | 26           | 0                 |
| 28. September 1960 | Thomas Dehler           | FDP    | 1.       | Akklamation        | Akklamation        | Akklamation | 1    |                 |        |                             | einige       | -                 |

## Fraktionsvorsitzende
- CDU/CSU-Bundestagsfraktion
Heinrich Krone
- SPD-Bundestagsfraktion
Erich Ollenhauer
- FDP-Bundestagsfraktion
Erich Mende
- DP-Bundestagsfraktion, ab 2. Juli 1960: Gruppe der DP
Herbert Schneider (bis 3. Mai 1961)

## Bundesregierung
- 22. Oktober 1957
Konrad Adenauer wird mit 274:193:9 Stimmen zum Bundeskanzler gewählt.
Er bildet die folgende Regierung: Kabinett Adenauer III

## Ausschüsse
- Der 3. Deutsche Bundestag bildete die folgenden Ausschüsse:
 Bundestagsausschüsse des 3. Deutschen Bundestages

## Abgeordnete
| Mitglied des Bundestages                    | Lebens daten | Partei | Bundesland/ Landesliste | Wahlkreis                         | Erst- stimmen in % | Bemerkungen                                                                                             |
| ------------------------------------------- | ------------ | ------ | ----------------------- | --------------------------------- | ------------------ | --- |
| Ernst Achenbach                             | 1909–1991    | FDP    | Nordrhein-Westfalen     |                                   |                    | |
| Annemarie Ackermann                         | 1913–1994    | CDU    | Rheinland-Pfalz         |                                   |                    | |
| Raban Adelmann                              | 1912–1992    | CDU    | Baden-Württemberg       | Ludwigsburg                       | 42,5               | |
| Konrad Adenauer                             | 1876–1967    | CDU    | Nordrhein-Westfalen     | Bonn-Stadt und -Land              | 68,5               | |
| Heinrich Aigner                             | 1924–1988    | CSU    | Bayern                  | Amberg                            | 65,0               | |
| Luise Albertz                               | 1901–1979    | SPD    | Nordrhein-Westfalen     |                                   |                    | |
| Lisa Albrecht                               | 1896–1958    | SPD    | Bayern                  |                                   |                    | verstorben am 16. Mai 1958                                                                              |
| Jakob Altmaier                              | 1889–1963    | SPD    | Hessen                  | Hanau                             | 43,5               | |
| Wilhelm Altvater                            | 1920–2001    | SPD    | Nordrhein-Westfalen     |                                   |                    | eingetreten am 22. September 1960 für Hugo Rasch                                                        |
| Josef Arndgen                               | 1894–1966    | CDU    | Hessen                  | Limburg                           | 58,2               | |
| Adolf Arndt                                 | 1904–1974    | SPD    | Bayern                  |                                   |                    | |
| Karl Arnold                                 | 1901–1958    | CDU    | Nordrhein-Westfalen     | Geilenkirchen – Erkelenz – Jülich | 72,6               | verstorben am 29. Juni 1958                                                                             |
| Karl Atzenroth                              | 1895–1995    | FDP    | Rheinland-Pfalz         |                                   |                    | |
| Heinrich Auge                               | 1898–1977    | SPD    | Nordrhein-Westfalen     |                                   |                    | |
| Fritz Baade                                 | 1893–1974    | SPD    | Schleswig-Holstein      |                                   |                    | |
| Robert Bach                                 | 1901–1976    | SPD    | Saarland                |                                   |                    | eingetreten am 27. Oktober 1959 für Rudolf Recktenwald                                                  |
| Harri Bading                                | 1901–1981    | SPD    | Hessen                  |                                   |                    | |
| Fritz Baier                                 | 1923–2012    | CDU    | Baden-Württemberg       | Sinsheim                          | 50,8               | |
| Albert Baldauf                              | 1917–1991    | CDU    | Saarland                | Saarlouis – Merzig                | 44,4               | |
| Siegfried Balke                             | 1902–1984    | CSU    | Bayern                  | München-Nord                      | 47,9               | |
| Bernhard Balkenhol                          | 1914–2004    | CDU    | Nordrhein-Westfalen     | Lippstadt – Brilon                | 65,5               | |
| Hans Bals                                   | 1917–2004    | SPD    | Bayern                  |                                   |                    | |
| Siegfried Bärsch                            | 1920–2008    | SPD    | Bremen                  | Bremen-West                       | 53,0               | |
| Wolfgang Bartels                            | 1903–1975    | CDU    | Nordrhein-Westfalen     |                                   |                    | |
| Rainer Barzel                               | 1924–2006    | CDU    | Nordrhein-Westfalen     | Paderborn – Wiedenbrück           | 68,2               | |
| Hannsheinz Bauer                            | 1909–2005    | SPD    | Bayern                  |                                   |                    | |
| Josef Bauer                                 | 1915–1989    | CSU    | Bayern                  | Altötting                         | 62,1               | |
| Friedrich Bauereisen                        | 1895–1965    | CSU    | Bayern                  | Ansbach                           | 65,0               | |
| Bernhard Bauknecht                          | 1900–1985    | CDU    | Baden-Württemberg       | Biberach                          | 80,0               | |
| Rudolf Bäumer                               | 1901–1973    | SPD    | Nordrhein-Westfalen     |                                   |                    | |
| Valentin Baur                               | 1891–1971    | SPD    | Bayern                  |                                   |                    | |
| Paul Bausch                                 | 1895–1981    | CDU    | Baden-Württemberg       | Böblingen                         | 50,1               | |
| Hans Bay                                    | 1913–2009    | SPD    | Baden-Württemberg       |                                   |                    | eingetreten am 20. Dezember 1960 für Friedrich Maier                                                    |
| Helmut Bazille                              | 1920–1973    | SPD    | Baden-Württemberg       |                                   |                    | |
| Karl Bechert                                | 1901–1981    | SPD    | Hessen                  | Waldeck                           | 35,6               | |
| Curt Becker                                 | 1905–1987    | CDU    | Nordrhein-Westfalen     |                                   |                    | |
| Josef Becker                                | 1905–1996    | CDU    | Rheinland-Pfalz         | Zweibrücken                       | 52,1               | |
| Max Becker                                  | 1888–1960    | FDP    | Hessen                  |                                   |                    | verstorben am 29. Juli 1960                                                                             |
| Walter Behrendt                             | 1914–1997    | SPD    | Nordrhein-Westfalen     | Dortmund III – Lünen              | 50,4               | |
| Arno Behrisch                               | 1913–1989    | SPD    | Bayern                  |                                   |                    | ab 24. Februar 1961 fraktionslos                                                                        |
| Ernst Benda                                 | 1925–2009    | CDU    | Berlin                  |                                   |                    | |
| Franziska Bennemann                         | 1905–1986    | SPD    | Niedersachsen           |                                   |                    | |
| August Berberich                            | 1912–1982    | CDU    | Baden-Württemberg       | Tauberbischofsheim                | 71,4               | |
| Fritz Berendsen                             | 1904–1974    | CDU    | Nordrhein-Westfalen     | Duisburg II                       | 52,8               | ausgeschieden am 15. September 1959                                                                     |
| Ulrich Berger                               | 1921–2003    | CDU    | Nordrhein-Westfalen     | Herne – Castrop-Rauxel            | 47,9               | |
| Margarete Berger-Heise                      | 1911–1981    | SPD    | Berlin                  |                                   |                    | |
| Karl Bergmann                               | 1907–1979    | SPD    | Nordrhein-Westfalen     | Essen II                          | 52,5               | |
| Bernhard Bergmeyer                          | 1897–1987    | CDU    | Nordrhein-Westfalen     |                                   |                    | |
| Karl Wilhelm Berkhan                        | 1915–1994    | SPD    | Hamburg                 | Hamburg II                        | 42,9               | |
| August Berlin                               | 1910–1981    | SPD    | Nordrhein-Westfalen     | Detmold                           | 41,8               | |
| Anton Besold                                | 1904–1991    | CSU    | Bayern                  | München-West                      | 47,1               | |
| Emil Bettgenhäuser                          | 1906–1982    | SPD    | Rheinland-Pfalz         |                                   |                    | |
| Lucie Beyer                                 | 1914–2008    | SPD    | Hessen                  | Friedberg                         | 41,1               | |
| Willi Birkelbach                            | 1913–2008    | SPD    | Hessen                  |                                   |                    | |
| Kurt Birrenbach                             | 1907–1987    | CDU    | Nordrhein-Westfalen     |                                   |                    | |
| Otto Fürst von Bismarck                     | 1897–1975    | CDU    | Schleswig-Holstein      | Herzogtum Lauenburg               | 51,8               | |
| Peter Blachstein                            | 1911–1977    | SPD    | Hamburg                 | Hamburg III                       | 47,6               | |
| Theodor Blank                               | 1905–1972    | CDU    | Nordrhein-Westfalen     | Borken – Bocholt – Ahaus          | 74,2               | |
| Paul Bleiß                                  | 1904–1996    | SPD    | Nordrhein-Westfalen     | Minden – Lübbecke                 | 41,7               | |
| Hildegard Bleyler                           | 1899–1984    | CDU    | Baden-Württemberg       |                                   |                    | |
| Hans Blöcker                                | 1898–1988    | CDU    | Schleswig-Holstein      | Segeberg – Neumünster             | 53,0               | |
| Irma Blohm                                  | 1909–1997    | CDU    | Hamburg                 |                                   |                    | |
| Franz Blücher                               | 1896–1959    | DP     | Niedersachsen           | Göttingen – Münden                | 39,5               | ausgeschieden am 28. Februar 1958, verstorben am 26. März 1959                                          |
| Ernst von Bodelschwingh                     | 1906–1993    | CDU    | Nordrhein-Westfalen     | Unna – Hamm                       | 45,6               | |
| Franz Böhm                                  | 1895–1977    | CDU    | Hessen                  | Frankfurt/M III                   | 41,9               | |
| Holger Börner                               | 1931–2006    | SPD    | Hessen                  | Kassel                            | 49,2               | |
| Peter Wilhelm Brand                         | 1900–1978    | CDU    | Nordrhein-Westfalen     | Rhein-Wupper-Kreis – Leverkusen   | 56,3               | |
| Aenne Brauksiepe                            | 1912–1997    | CDU    | Nordrhein-Westfalen     | Köln I                            | 58,4               | |
| Julius Brecht                               | 1900–1962    | SPD    | Hamburg                 |                                   |                    | |
| Heinrich von Brentano                       | 1904–1964    | CDU    | Hessen                  | Bergstraße                        | 50,6               | |
| Wilhelm Brese                               | 1896–1994    | CDU    | Niedersachsen           |                                   |                    | |
| Else Brökelschen                            | 1890–1976    | CDU    | Niedersachsen           |                                   |                    | |
| Josef Brönner                               | 1884–1958    | CDU    | Baden-Württemberg       | Crailsheim                        | 48,2               | verstorben am 21. Januar 1958                                                                           |
| Valentin Brück                              | 1911–1980    | CDU    | Nordrhein-Westfalen     |                                   |                    | |
| Johannes Brüns                              | 1903–1965    | CDU    | Nordrhein-Westfalen     |                                   |                    | eingetreten am 26. Oktober 1959 für Johannes Kunze, ausgeschieden am 28. November 1960                  |
| August Bruse                                | 1903–1984    | SPD    | Nordrhein-Westfalen     |                                   |                    | |
| Gerd Bucerius                               | 1906–1995    | CDU    | Hamburg                 |                                   |                    | |
| Ewald Bucher                                | 1914–1991    | FDP    | Baden-Württemberg       |                                   |                    | |
| Karl August Bühler                          | 1904–1984    | CDU    | Baden-Württemberg       |                                   |                    | |
| Fritz Burgbacher                            | 1900–1978    | CDU    | Nordrhein-Westfalen     |                                   |                    | |
| Alfred Burgemeister                         | 1906–1970    | CDU    | Niedersachsen           | Braunschweig-Land – Helmstedt     | 46,2               | |
| Fritz Büttner                               | 1908–1983    | SPD    | Nordrhein-Westfalen     |                                   |                    | |
| Johannes Caspers                            | 1910–1986    | CDU    | Nordrhein-Westfalen     | Düsseldorf II                     | 52,7               | |
| Adolf Cillien                               | 1893–1960    | CDU    | Niedersachsen           | Stadt Hannover-Nord               | 44,9               | verstorben am 29. April 1960                                                                            |
| Kurt Conrad                                 | 1911–1982    | SPD    | Saarland                | Homburg – St. Ingbert             | 31,6               | ausgeschieden am 20. Juli 1959                                                                          |
| Hermann Conring                             | 1894–1989    | CDU    | Niedersachsen           | Leer                              | 52,0               | |
| Fritz Corterier                             | 1906–1991    | SPD    | Baden-Württemberg       |                                   |                    | |
| Johann Cramer                               | 1905–1987    | SPD    | Niedersachsen           |                                   |                    | |
| Herbert Czaja                               | 1914–1997    | CDU    | Baden-Württemberg       |                                   |                    | |
| Rolf Dahlgrün                               | 1908–1969    | FDP    | Hamburg                 |                                   |                    | |
| Thomas Dehler                               | 1897–1967    | FDP    | Bayern                  |                                   |                    | |
| Heinrich Deist                              | 1902–1964    | SPD    | Nordrhein-Westfalen     |                                   |                    | |
| Hans Demmelmeier                            | 1887–1973    | CSU    | Bayern                  | Ingolstadt                        | 63,6               | |
| Arved Deringer                              | 1913–2011    | CDU    | Baden-Württemberg       | Calw                              | 44,7               | |
| Georg Dewald                                | 1892–1970    | SPD    | Bayern                  |                                   |                    | |
| Hermann Diebäcker                           | 1910–1982    | CDU    | Nordrhein-Westfalen     |                                   |                    | |
| Bruno Diekmann                              | 1897–1982    | SPD    | Schleswig-Holstein      |                                   |                    | |
| Anton Diel                                  | 1898–1959    | SPD    | Rheinland-Pfalz         |                                   |                    | verstorben am 6. April 1959                                                                             |
| Jakob Diel                                  | 1886–1969    | CDU    | Rheinland-Pfalz         |                                   |                    | |
| Emmy Diemer-Nicolaus                        | 1910–2008    | FDP    | Baden-Württemberg       |                                   |                    | |
| Stefan Dittrich                             | 1912–1988    | CSU    | Bayern                  | Deggendorf                        | 61,8               | |
| Clara Döhring                               | 1899–1987    | SPD    | Baden-Württemberg       |                                   |                    | |
| Werner Dollinger                            | 1918–2008    | CSU    | Bayern                  | Erlangen                          | 55,5               | |
| Wilhelm Dopatka                             | 1919–1979    | SPD    | Nordrhein-Westfalen     |                                   |                    | |
| Wolfgang Döring                             | 1919–1963    | FDP    | Nordrhein-Westfalen     |                                   |                    | |
| Otto Dowidat                                | 1896–1975    | FDP    | Nordrhein-Westfalen     |                                   |                    | |
| Hans Drachsler                              | 1916–1996    | CSU    | Bayern                  | Burglengenfeld                    | 66,4               | |
| Heinrich Draeger                            | 1907–1991    | CDU    | Saarland                | Saarbrücken-Land                  | 31,9               | |
| August Dresbach                             | 1894–1968    | CDU    | Nordrhein-Westfalen     | Oberbergischer Kreis              | 56,0               | |
| Wilhelm Dröscher                            | 1920–1977    | SPD    | Rheinland-Pfalz         | Kreuznach                         | 38,3               | |
| Hermann Dürr                                | 1925–2003    | FDP    | Baden-Württemberg       |                                   |                    | |
| Anton Eberhard                              | 1892–1967    | FDP    | Rheinland-Pfalz         |                                   |                    | eingetreten am 4. November 1959 für Fritz Glahn                                                         |
| Walter Eckhardt                             | 1906–1994    | CSU    | Bayern                  |                                   |                    | eingetreten am 27. Dezember 1957 für Otto Freiherr von Feury                                            |
| Hermann Ehren                               | 1894–1964    | CDU    | Nordrhein-Westfalen     |                                   |                    | |
| Ernst Theodor Eichelbaum                    | 1893–1991    | CDU    | Nordrhein-Westfalen     |                                   |                    | |
| Elfriede Eilers                             | 1921–2016    | SPD    | Nordrhein-Westfalen     |                                   |                    | |
| Jan Eilers                                  | 1909–2000    | FDP    | Niedersachsen           |                                   |                    | |
| Otto Eisenmann                              | 1913–2002    | DP     | Schleswig-Holstein      |                                   |                    | ab 3. Juni 1958 FDP                                                                                     |
| Alexander Elbrächter                        | 1908–1995    | DP     | Niedersachsen           |                                   |                    | ab 20. Juni 1958 fraktionslos, ab 24. Juni 1958 CDU                                                     |
| Ernst Engelbrecht-Greve                     | 1916–1990    | CDU    | Schleswig-Holstein      | Steinburg                         | 46,6               | |
| Margarete Engländer                         | 1895–1984    | CDU    | Nordrhein-Westfalen     |                                   |                    | |
| Arthur Enk                                  | 1894–1976    | CDU    | Niedersachsen           | Peine – Gifhorn                   | 38,1               | |
| Hermann A. Eplée                            | 1908–1973    | CDU    | Nordrhein-Westfalen     |                                   |                    | eingetreten am 8. September 1958 für Franz Meyers                                                       |
| Ludwig Erhard                               | 1897–1977    | CDU    | Baden-Württemberg       | Ulm                               | 58,4               | |
| Fritz Erler                                 | 1913–1967    | SPD    | Baden-Württemberg       |                                   |                    | |
| Fritz Eschmann                              | 1909–1997    | SPD    | Nordrhein-Westfalen     |                                   |                    | |
| Franz Etzel                                 | 1902–1970    | CDU    | Nordrhein-Westfalen     | Remscheid – Solingen              | 50,7               | |
| Peter Etzenbach                             | 1889–1976    | CDU    | Nordrhein-Westfalen     | Siegkreis                         | 65,4               | |
| August-Martin Euler                         | 1908–1966    | DP     | Hessen                  |                                   |                    | ausgeschieden am 10. September 1958                                                                     |
| Bert Even                                   | 1925–2016    | CDU    | Nordrhein-Westfalen     |                                   |                    | |
| Johannes Even                               | 1903–1964    | CDU    | Nordrhein-Westfalen     | Bergheim – Euskirchen             | 61,7               | |
| Walter Faller                               | 1909–2003    | SPD    | Baden-Württemberg       |                                   |                    | |
| Josef Felder                                | 1900–2000    | SPD    | Bayern                  |                                   |                    | |
| Otto Freiherr von Feury                     | 1906–1998    | CSU    | Bayern                  |                                   |                    | ausgeschieden am 10. Dezember 1957                                                                      |
| Hermann Finckh                              | 1910–1962    | CDU    | Baden-Württemberg       | Göppingen                         | 48,3               | |
| Erwin Folger                                | 1909–1993    | SPD    | Bayern                  |                                   |                    | eingetreten am 19. Mai 1958 für Lisa Albrecht                                                           |
| Egon Franke                                 | 1913–1995    | SPD    | Niedersachsen           |                                   |                    | |
| Ludwig Franz                                | 1922–1990    | CSU    | Bayern                  | Rosenheim                         | 53,9               | |
| Jakob Franzen                               | 1903–1988    | CDU    | Rheinland-Pfalz         |                                   |                    | |
| Günter Frede                                | 1901–1967    | SPD    | Niedersachsen           |                                   |                    | |
| Heinz Frehsee                               | 1916–2004    | SPD    | Niedersachsen           | Hameln – Springe                  | 37,7               | |
| Alfred Frenzel                              | 1899–1968    | SPD    | Bayern                  |                                   |                    | Ausschluss aus der SPD-Fraktion am 21. Oktober 1960, ausgeschieden am 4. November 1960                  |
| Martin Frey                                 | 1904–1971    | CDU    | Nordrhein-Westfalen     |                                   |                    | |
| Ferdinand Friedensburg                      | 1886–1972    | CDU    | Berlin                  |                                   |                    | |
| Lotte Friese-Korn                           | 1899–1963    | FDP    | Nordrhein-Westfalen     |                                   |                    | |
| Gerhard Fritz                               | 1921–1984    | CDU    | Rheinland-Pfalz         |                                   |                    | |
| Friedrich Fritz                             | 1906–1979    | CDU    | Baden-Württemberg       | Waiblingen                        | 44,0               | |
| Gustav Fuchs                                | 1900–1969    | CSU    | Bayern                  | Bad Kissingen                     | 66,7               | |
| Friedrich Funk                              | 1900–1963    | CSU    | Bayern                  | Schweinfurt                       | 61,7               | |
| Hans Furler                                 | 1904–1975    | CDU    | Baden-Württemberg       | Offenburg                         | 58,5               | |
| Mathilde Gantenberg                         | 1889–1975    | CDU    | Rheinland-Pfalz         |                                   |                    | |
| Walter Gaßmann                              | 1903–1979    | CDU    | Baden-Württemberg       | Balingen                          | 59,5               | |
| Gustav-Adolf Gedat                          | 1903–1971    | CDU    | Baden-Württemberg       | Reutlingen                        | 47,1               | |
| Albrecht Gehring                            | 1898–1985    | CDU    | Nordrhein-Westfalen     |                                   |                    | |
| Hans Geiger                                 | 1912–1986    | SPD    | Baden-Württemberg       |                                   |                    | |
| Hugo Geiger                                 | 1901–1984    | CSU    | Bayern                  | Tirschenreuth                     | 62,8               | |
| Ingeborg Geisendörfer                       | 1907–2006    | CSU    | Bayern                  |                                   |                    | |
| Robert Geritzmann                           | 1893–1969    | SPD    | Nordrhein-Westfalen     | Gelsenkirchen                     | 47,5               | |
| Heinrich Gerns                              | 1892–1963    | CDU    | Schleswig-Holstein      | Plön – Eutin/Nord                 | 51,8               | |
| Eugen Gerstenmaier                          | 1906–1986    | CDU    | Baden-Württemberg       | Backnang                          | 48,8               | |
| Heinrich Gewandt                            | 1926–2013    | CDU    | Hamburg                 |                                   |                    | |
| Paul Gibbert                                | 1898–1967    | CDU    | Rheinland-Pfalz         | Cochem                            | 65,4               | |
| Christian Giencke                           | 1896–1967    | CDU    | Schleswig-Holstein      | Husum – Südtondern – Eiderstedt   | 50,2               | |
| Fritz Glahn                                 | 1899–1977    | FDP    | Rheinland-Pfalz         |                                   |                    | ausgeschieden am 2. November 1959                                                                       |
| Alfred Gleisner                             | 1908–1991    | SPD    | Nordrhein-Westfalen     |                                   |                    | ausgeschieden am 17. März 1959                                                                          |
| Franz Gleissner                             | 1911–1992    | CSU    | Bayern                  | Miesbach                          | 52,4               | |
| Hermann Glüsing                             | 1908–1981    | CDU    | Schleswig-Holstein      | Norder- und Süderdithmarschen     | 54,9               | |
| Josef Gockeln                               | 1900–1958    | CDU    | Nordrhein-Westfalen     | Düsseldorf I                      | 59,7               | verstorben am 6. Dezember 1958                                                                          |
| Wilhelm Goldhagen                           | 1901–1964    | CDU    | Schleswig-Holstein      | Pinneberg                         | 45,8               | |
| Wilhelm Gontrum                             | 1910–1969    | CDU    | Hessen                  |                                   |                    | |
| Hermann Mathias Görgen                      | 1908–1994    | CSU    | Saarland                |                                   |                    | |
| Karl Gossel                                 | 1892–1966    | CDU    | Niedersachsen           | Diepholz – Melle – Wittlage       | 30,5               | |
| Leo Gottesleben                             | 1909–1983    | CDU    | Saarland                | Ottweiler – St. Wendel            | 39,6               | |
| Hermann Götz                                | 1914–1987    | CDU    | Hessen                  | Fulda                             | 59,6               | |
| Carlo Graaff                                | 1914–1975    | FDP    | Niedersachsen           |                                   |                    | ausgeschieden am 8. Mai 1959                                                                            |
| Johann Baptist Gradl                        | 1904–1988    | CDU    | Berlin                  |                                   |                    | |
| Otto Heinrich Greve                         | 1908–1968    | SPD    | Niedersachsen           | Nienburg – Schaumburg-Lippe       | 39,2               | |
| Wilhelm Gülich                              | 1895–1960    | SPD    | Schleswig-Holstein      |                                   |                    | verstorben am 15. April 1960                                                                            |
| Bernhard Günther                            | 1906–1981    | CDU    | Nordrhein-Westfalen     | Düren – Monschau – Schleiden      | 73,0               | |
| Karl Theodor Freiherr von und zu Guttenberg | 1921–1972    | CSU    | Bayern                  | Forchheim                         | 68,4               | |
| Hermann Haage                               | 1912–1970    | SPD    | Bayern                  |                                   |                    | |
| Karl Hackethal                              | 1901–1990    | CDU    | Niedersachsen           | Northeim – Einbeck – Duderstadt   | 46,4               | |
| Karl Hahn                                   | 1901–1982    | CDU    | Nordrhein-Westfalen     |                                   |                    | |
| Dietrich Hahne                              | 1892–1974    | CDU    | Nordrhein-Westfalen     |                                   |                    | eingetreten am 7. Dezember 1959 für Fritz Hellwig                                                       |
| Heinrich Hamacher                           | 1899–1974    | SPD    | Nordrhein-Westfalen     |                                   |                    | |
| Fritz von Haniel-Niethammer                 | 1895–1977    | CSU    | Bayern                  |                                   |                    | |
| Hermann Hansing                             | 1908–1977    | SPD    | Bremen                  | Bremen-Ost                        | 39,7               | |
| Walter Harm                                 | 1897–1964    | SPD    | Niedersachsen           |                                   |                    | ausgeschieden am 22. September 1961                                                                     |
| Johann Harnischfeger                        | 1899–1984    | CDU    | Nordrhein-Westfalen     | Gladbeck – Bottrop                | 50,8               | |
| Herbert Hauffe                              | 1914–1997    | SPD    | Bayern                  |                                   |                    | |
| Hugo Hauser                                 | 1911–1980    | CDU    | Baden-Württemberg       |                                   |                    | eingetreten am 11. März 1960 für Hermann Lindrath                                                       |
| Erwin Häussler                              | 1909–1981    | CDU    | Baden-Württemberg       | Stuttgart II                      | 39,6               | |
| Bruno Heck                                  | 1917–1989    | CDU    | Baden-Württemberg       | Rottweil                          | 55,6               | |
| Johann Karl Heide                           | 1897–1974    | SPD    | Nordrhein-Westfalen     |                                   |                    | |
| Rudolf-Ernst Heiland                        | 1910–1965    | SPD    | Nordrhein-Westfalen     |                                   |                    | |
| Gustav Heinemann                            | 1899–1976    | SPD    | Niedersachsen           |                                   |                    | |
| Fritz Heinrich                              | 1921–1959    | SPD    | Nordrhein-Westfalen     |                                   |                    | verstorben am 7. März 1959                                                                              |
| Martin Heix                                 | 1903–1977    | CDU    | Nordrhein-Westfalen     | Oberhausen                        | 54,3               | |
| Josef Hellenbrock                           | 1900–1977    | SPD    | Nordrhein-Westfalen     |                                   |                    | |
| Fritz Hellwig                               | 1912–2017    | CDU    | Nordrhein-Westfalen     | Köln II                           | 60,6               | ausgeschieden am 30. November 1959                                                                      |
| Georg Graf Henckel von Donnersmarck         | 1902–1973    | CSU    | Bayern                  |                                   |                    | eingetreten am 5. September 1959 für Josef Oesterle                                                     |
| Luise Herklotz                              | 1918–2009    | SPD    | Rheinland-Pfalz         |                                   |                    | |
| Hans Hermsdorf                              | 1914–2001    | SPD    | Niedersachsen           | Cuxhaven – Hadeln – Wesermünde    | 31,8               | |
| Karl Herold                                 | 1921–1977    | SPD    | Bayern                  |                                   |                    | |
| Carl Hesberg                                | 1898–1977    | CDU    | Nordrhein-Westfalen     |                                   |                    | |
| Clemens Hesemann                            | 1897–1981    | CDU    | Niedersachsen           | Bersenbrück – Lingen              | 63,2               | |
| Hellmuth Heye                               | 1895–1970    | CDU    | Niedersachsen           | Wilhelmshaven – Friesland         | 43,2               | |
| Anton Hilbert                               | 1898–1986    | CDU    | Baden-Württemberg       | Donaueschingen                    | 62,6               | |
| Hermann Höcherl                             | 1912–1989    | CSU    | Bayern                  | Regensburg                        | 57,8               | |
| Wilhelm Höck                                | 1907–1983    | CDU    | Niedersachsen           | Gandersheim – Salzgitter          | 48,3               | |
| Heinrich Höcker                             | 1886–1962    | SPD    | Nordrhein-Westfalen     | Herford-Stadt und -Land           | 48,1               | |
| Heinrich Höfler                             | 1897–1963    | CDU    | Baden-Württemberg       | Emmendingen                       | 58,4               | |
| Egon Höhmann                                | 1926–1979    | SPD    | Hessen                  | Eschwege                          | 44,4               | |
| Franz Höhne                                 | 1904–1980    | SPD    | Bayern                  |                                   |                    | |
| Ernst Holla                                 | 1888–1963    | CDU    | Nordrhein-Westfalen     | Moers                             | 50,4               | |
| Matthias Hoogen                             | 1904–1985    | CDU    | Nordrhein-Westfalen     | Kempen-Krefeld                    | 65,5               | |
| Fritz Wilhelm Hörauf                        | 1908–1991    | SPD    | Bayern                  |                                   |                    | |
| Peter Horn                                  | 1891–1967    | CDU    | Hessen                  | Frankfurt/M I                     | 42,5               | |
| Viktor Hoven                                | 1909–1968    | FDP    | Nordrhein-Westfalen     |                                   |                    | |
| Elinor Hubert                               | 1900–1973    | SPD    | Niedersachsen           | Alfeld – Holzminden               | 41,5               | |
| Karl Hübner                                 | 1897–1965    | FDV    | Berlin                  |                                   |                    | Gast der CDU/CSU-Fraktion, ab 1. Januar 1959 CDU                                                        |
| Josef Hufnagel                              | 1900–1982    | SPD    | Nordrhein-Westfalen     |                                   |                    | |
| Eugen Huth                                  | 1901–1976    | CDU    | Nordrhein-Westfalen     | Wuppertal II                      | 52,8               | |
| Lambert Huys                                | 1908–1992    | CDU    | Niedersachsen           | Lüneburg – Lüchow-Dannenberg      | 36,4               | |
| Joseph Illerhaus                            | 1903–1973    | CDU    | Nordrhein-Westfalen     | Rheydt – M.Gladbach – Viersen     | 65,6               | |
| Wolfgang Imle                               | 1909–2001    | FDP    | Schleswig-Holstein      |                                   |                    | eingetreten am 29. Juni 1960 für Otto Köhler                                                            |
| Hans Iven                                   | 1928–1997    | SPD    | Nordrhein-Westfalen     |                                   |                    | |
| Werner Jacobi                               | 1907–1970    | SPD    | Nordrhein-Westfalen     |                                   |                    | |
| Peter Jacobs                                | 1906–1967    | SPD    | Rheinland-Pfalz         |                                   |                    | |
| Richard Jaeger                              | 1913–1998    | CSU    | Bayern                  | Fürstenfeldbruck                  | 54,5               | |
| Artur Jahn                                  | 1904–1983    | CDU    | Baden-Württemberg       | Stuttgart I                       | 42,6               | |
| Gerhard Jahn                                | 1927–1998    | SPD    | Hessen                  |                                   |                    | |
| Hans Jahn                                   | 1885–1960    | SPD    | Niedersachsen           | Hannover-Land                     | 44,1               | verstorben am 10. Juli 1960                                                                             |
| Wenzel Jaksch                               | 1896–1966    | SPD    | Nordrhein-Westfalen     |                                   |                    | |
| Pascual Jordan                              | 1902–1980    | CDU    | Niedersachsen           |                                   |                    | |
| Johann Peter Josten                         | 1915–2011    | CDU    | Rheinland-Pfalz         | Ahrweiler                         | 73,9               | |
| Hans-Jürgen Junghans                        | 1922–2003    | SPD    | Niedersachsen           |                                   |                    | |
| Hubert Jungherz                             | 1896–1975    | SPD    | Nordrhein-Westfalen     |                                   |                    | eingetreten am 19. Januar 1960 für Otto Walpert                                                         |
| Nikolaus Jürgensen                          | 1906–1971    | SPD    | Hamburg                 | Hamburg VI                        | 46,6               | |
| Hellmut Kalbitzer                           | 1913–2006    | SPD    | Hamburg                 | Hamburg I                         | 47,0               | |
| Margot Kalinke                              | 1909–1981    | DP     | Niedersachsen           | Celle                             | 39,4               | ab 1. Juli 1960 fraktionslos, ab 20. September 1960 CDU                                                 |
| Karl Kanka                                  | 1904–1974    | CDU    | Hessen                  | Offenbach                         | 42,9               | |
| Hans Katzer                                 | 1919–1996    | CDU    | Nordrhein-Westfalen     | Köln III                          | 55,0               | |
| Irma Keilhack                               | 1908–2001    | SPD    | Hamburg                 | Hamburg V                         | 46,3               | |
| Ernst Keller                                | 1900–1963    | FDP    | Nordrhein-Westfalen     |                                   |                    | |
| Emil Kemmer                                 | 1914–1965    | CSU    | Bayern                  | Bamberg                           | 63,1               | |
| Friedrich Kempfler                          | 1904–1985    | CSU    | Bayern                  | Pfarrkirchen                      | 68,2               | |
| Alma Kettig                                 | 1915–1997    | SPD    | Nordrhein-Westfalen     |                                   |                    | |
| Dietrich Keuning                            | 1908–1980    | SPD    | Nordrhein-Westfalen     | Dortmund II                       | 49,7               | |
| Kurt Georg Kiesinger                        | 1904–1988    | CDU    | Baden-Württemberg       | Ravensburg                        | 75,3               | ausgeschieden am 19. Februar 1959                                                                       |
| Arthur Killat                               | 1912–1999    | SPD    | Nordrhein-Westfalen     |                                   |                    | eingetreten am 19. März 1959 für Fritz Heinrich                                                         |
| Georg Richard Kinat                         | 1888–1973    | SPD    | Nordrhein-Westfalen     |                                   |                    | ab 18. August 1961 fraktionslos                                                                         |
| Liesel Kipp-Kaule                           | 1906–1992    | SPD    | Nordrhein-Westfalen     |                                   |                    | |
| Peterheinrich Kirchhoff                     | 1886–1973    | CDU    | Nordrhein-Westfalen     | Altena – Lüdenscheid              | 46,1               | |
| Gerhard Kisters                             | 1906–1996    | CDU    | Nordrhein-Westfalen     |                                   |                    | eingetreten am 21. September 1959 für Fritz Berendsen                                                   |
| Wolfgang Klausner                           | 1906–1958    | CSU    | Bayern                  | Traunstein                        | 55,8               | verstorben am 17. April 1958                                                                            |
| Elfriede Klemmert                           | 1924–2022    | CDU    | Nordrhein-Westfalen     |                                   |                    | bis 1959 Elfriede Hamelbeck                                                                             |
| Georg Kliesing                              | 1911–1992    | CDU    | Nordrhein-Westfalen     |                                   |                    | |
| Ludwig Knobloch                             | 1901–1995    | CDU    | Rheinland-Pfalz         | Neustadt an der Weinstraße        | 42,4               | |
| Friedrich Knorr                             | 1904–1978    | CSU    | Bayern                  | Coburg                            | 45,5               | |
| Hermann Koch                                | 1899–1984    | CDU    | Niedersachsen           | Stadt Braunschweig                | 42,0               | |
| Jakob Koenen                                | 1907–1974    | SPD    | Nordrhein-Westfalen     |                                   |                    | |
| Otto Köhler                                 | 1897–1960    | FDP    | Schleswig-Holstein      |                                   |                    | verstorben am 27. Juni 1960                                                                             |
| Oswald Adolph Kohut                         | 1901–1977    | FDP    | Hessen                  |                                   |                    | |
| Willy Könen                                 | 1908–1980    | SPD    | Nordrhein-Westfalen     |                                   |                    | |
| Wilhelm Königswarter                        | 1890–1966    | SPD    | Berlin                  |                                   |                    | |
| Hermann Kopf                                | 1901–1991    | CDU    | Baden-Württemberg       | Freiburg                          | 56,1               | |
| Lisa Korspeter                              | 1900–1992    | SPD    | Niedersachsen           |                                   |                    | |
| Waldemar Kraft                              | 1898–1977    | CDU    | Nordrhein-Westfalen     |                                   |                    | |
| Angelo Kramel                               | 1903–1975    | CSU    | Bayern                  |                                   |                    | |
| Karl Krammig                                | 1908–1991    | CDU    | Bremen                  |                                   |                    | |
| Edith Krappe                                | 1909–2006    | SPD    | Berlin                  |                                   |                    | |
| Friedrich Kraus                             | 1903–1969    | SPD    | Nordrhein-Westfalen     |                                   |                    | |
| Reinhold Kreitmeyer                         | 1908–1996    | FDP    | Niedersachsen           |                                   |                    | |
| Gerhard Kreyssig                            | 1899–1982    | SPD    | Bayern                  |                                   |                    | |
| Herbert Kriedemann                          | 1903–1977    | SPD    | Nordrhein-Westfalen     |                                   |                    | |
| Ludwig Kroll                                | 1915–1989    | CDU    | Baden-Württemberg       | Rastatt                           | 64,9               | |
| Heinrich Krone                              | 1895–1989    | CDU    | Berlin                  |                                   |                    | |
| Georg Krug                                  | 1906–1989    | CSU    | Bayern                  | Kempten                           | 64,3               | |
| Caspar Krüger                               | 1899–1984    | CDU    | Nordrhein-Westfalen     |                                   |                    | eingetreten am 15. Dezember 1958 für Josef Gockeln                                                      |
| Hans Krüger                                 | 1902–1971    | CDU    | Nordrhein-Westfalen     |                                   |                    | |
| Edeltraud Kuchtner                          | 1907–2002    | CSU    | Bayern                  |                                   |                    | |
| Knut von Kühlmann-Stumm                     | 1916–1977    | FDP    | Hessen                  |                                   |                    | eingetreten am 8. August 1960 für Max Becker                                                            |
| Walter Kühlthau                             | 1906–1978    | CDU    | Nordrhein-Westfalen     | Essen I                           | 47,9               | |
| Heinz Kühn                                  | 1912–1992    | SPD    | Nordrhein-Westfalen     |                                   |                    | |
| Walther Kühn                                | 1892–1962    | FDP    | Nordrhein-Westfalen     |                                   |                    | |
| August Kunst                                | 1898–1981    | CDU    | Rheinland-Pfalz         |                                   |                    | |
| Ernst Kuntscher                             | 1899–1971    | CDU    | Niedersachsen           |                                   |                    | |
| Johannes Kunze                              | 1892–1959    | CDU    | Nordrhein-Westfalen     | Iserlohn-Stadt und -Land          | 53,3               | verstorben am 11. Oktober 1959                                                                          |
| Georg Kurlbaum                              | 1902–1988    | SPD    | Bayern                  |                                   |                    | |
| Georg Lang                                  | 1913–1965    | CSU    | Bayern                  | München-Ost                       | 43,5               | |
| Erwin Lange                                 | 1914–1991    | SPD    | Nordrhein-Westfalen     |                                   |                    | |
| Wilhelm Lantermann                          | 1899–1973    | SPD    | Nordrhein-Westfalen     |                                   |                    | |
| Hans Lautenschlager                         | 1919–2007    | SPD    | Bayern                  |                                   |                    | eingetreten am 9. November 1960 für Alfred Frenzel                                                      |
| Georg Leber                                 | 1920–2012    | SPD    | Hessen                  |                                   |                    | |
| Albert Leicht                               | 1922–1994    | CDU    | Rheinland-Pfalz         | Speyer                            | 56,8               | |
| Walter Leiske                               | 1889–1971    | CDU    | Hessen                  | Frankfurt/M II                    | 45,7               | |
| Ernst Lemmer                                | 1898–1970    | CDU    | Berlin                  |                                   |                    | |
| Aloys Lenz                                  | 1910–1976    | CDU    | Nordrhein-Westfalen     | Köln-Land                         | 58,8               | |
| Hans Lenz                                   | 1907–1968    | FDP    | Baden-Württemberg       |                                   |                    | |
| Franz Lenze                                 | 1910–2005    | CDU    | Nordrhein-Westfalen     | Meschede – Olpe                   | 74,0               | |
| Gottfried Leonhard                          | 1895–1983    | CDU    | Baden-Württemberg       | Karlsruhe-Land                    | 53,8               | |
| Josef Lermer                                | 1894–1964    | CSU    | Bayern                  | Straubing                         | 60,4               | |
| Edmund Leukert                              | 1904–1983    | CSU    | Bayern                  |                                   |                    | eingetreten am 21. April 1958 für Wolfgang Klausner                                                     |
| Paul Leverkuehn                             | 1893–1960    | CDU    | Hamburg                 |                                   |                    | verstorben am 1. März 1960                                                                              |
| Hanns-Gero von Lindeiner                    | 1912–1984    | CDU    | Nordrhein-Westfalen     |                                   |                    | eingetreten am 8. September 1959 für Heinrich Lübke                                                     |
| Heinrich Lindenberg                         | 1902–1982    | CDU    | Niedersachsen           | Harz                              | 49,7               | |
| Hermann Lindrath                            | 1896–1960    | CDU    | Baden-Württemberg       | Mannheim-Land                     | 49,9               | verstorben am 27. Februar 1960                                                                          |
| Fritz Logemann                              | 1907–1993    | DP     | Niedersachsen           |                                   |                    | ab 25. April 1961 FDP                                                                                   |
| Ulrich Lohmar                               | 1928–1991    | SPD    | Nordrhein-Westfalen     |                                   |                    | |
| Walter Löhr                                 | 1911–1976    | CDU    | Hessen                  |                                   |                    | |
| Adolf Ludwig                                | 1892–1962    | SPD    | Rheinland-Pfalz         |                                   |                    | |
| Heinrich Lübke                              | 1894–1972    | CDU    | Nordrhein-Westfalen     | Rees – Dinslaken                  | 50,2               | ausgeschieden am 2. September 1959                                                                      |
| Johannes Lücke                              | 1901–1968    | SPD    | Niedersachsen           |                                   |                    | |
| Paul Lücke                                  | 1914–1976    | CDU    | Nordrhein-Westfalen     | Rheinisch-Bergischer Kreis        | 64,4               | |
| Hans August Lücker                          | 1915–2007    | CSU    | Bayern                  | Memmingen                         | 64,0               | |
| Marie-Elisabeth Lüders                      | 1878–1966    | FDP    | Berlin                  |                                   |                    | |
| Wilhelm Adam Lulay                          | 1901–1974    | CDU    | Baden-Württemberg       |                                   |                    | eingetreten am 23. Februar 1959 für Kurt Georg Kiesinger                                                |
| Karl-Heinz Lünenstraß                       | 1919–1963    | SPD    | Nordrhein-Westfalen     |                                   |                    | |
| Friedrich Maier                             | 1894–1960    | SPD    | Baden-Württemberg       |                                   |                    | verstorben am 14. Dezember 1960                                                                         |
| Josef Maier                                 | 1900–1985    | CDU    | Baden-Württemberg       |                                   |                    | |
| Reinhold Maier                              | 1889–1971    | FDP    | Baden-Württemberg       |                                   |                    | ausgeschieden am 30. September 1959                                                                     |
| Ernst Majonica                              | 1920–1997    | CDU    | Nordrhein-Westfalen     | Arnsberg – Soest                  | 61,6               | |
| Georg Baron Manteuffel-Szoege               | 1889–1962    | CSU    | Bayern                  | Schwabach                         | 49,5               | |
| Robert Margulies                            | 1908–1974    | FDP    | Baden-Württemberg       |                                   |                    | |
| Berthold Martin                             | 1913–1973    | CDU    | Hessen                  | Obertaunuskreis                   | 46,0               | |
| Franz Marx                                  | 1903–1985    | SPD    | Bayern                  |                                   |                    | |
| Heinz Matthes                               | 1897–1976    | DP     | Niedersachsen           | Fallingbostel – Hoya              | 46,2               | ab 3. Mai 1961 fraktionslos (GDP)                                                                       |
| Kurt Mattick                                | 1908–1986    | SPD    | Berlin                  |                                   |                    | |
| Oskar Matzner                               | 1898–1980    | SPD    | Baden-Württemberg       |                                   |                    | |
| Eugen Maucher                               | 1912–1991    | CDU    | Baden-Württemberg       |                                   |                    | eingetreten am 30. Januar 1958 für Josef Brönner                                                        |
| Adolf Mauk                                  | 1906–1983    | FDP    | Baden-Württemberg       |                                   |                    | |
| Agnes Katharina Maxsein                     | 1904–1991    | CDU    | Berlin                  |                                   |                    | |
| Hans Meis                                   | 1902–1984    | CDU    | Nordrhein-Westfalen     |                                   |                    | eingetreten am 2. Juli 1958 für Karl Arnold                                                             |
| Karl Meitmann                               | 1891–1971    | SPD    | Hamburg                 |                                   |                    | |
| Wilhelm Mellies                             | 1899–1958    | SPD    | Nordrhein-Westfalen     | Lemgo                             | 46,7               | verstorben am 19. Mai 1958                                                                              |
| Linus Memmel                                | 1914–2004    | CSU    | Bayern                  | Würzburg                          | 57,5               | |
| Erich Mende                                 | 1916–1998    | FDP    | Nordrhein-Westfalen     |                                   |                    | |
| Theodor Mengelkamp                          | 1924–1967    | CDU    | Nordrhein-Westfalen     |                                   |                    | |
| Josef Menke                                 | 1899–1975    | CDU    | Nordrhein-Westfalen     | Warburg – Höxter – Büren          | 70,5               | |
| Fritz Mensing                               | 1895–1978    | CDU    | Niedersachsen           |                                   |                    | |
| Walter Menzel                               | 1901–1963    | SPD    | Nordrhein-Westfalen     | Dortmund I                        | 46,3               | |
| Hans-Joachim von Merkatz                    | 1905–1982    | DP     | Niedersachsen           | Verden – Rotenburg – Osterholz    | 47,8               | ab 1. Juli 1960 fraktionslos, ab 20. September 1960 CDU                                                 |
| Hans Merten                                 | 1908–1967    | SPD    | Hessen                  | Gießen                            | 38,3               | |
| Rudolf Metter                               | 1903–1972    | SPD    | Bayern                  |                                   |                    | |
| Ludwig Metzger                              | 1902–1993    | SPD    | Hessen                  | Darmstadt                         | 43,0               | |
| Erich Meyer                                 | 1900–1968    | SPD    | Nordrhein-Westfalen     | Wattenscheid – Wanne-Eickel       | 47,1               | |
| Ernst Meyer                                 | 1892–1969    | SPD    | Hessen                  |                                   |                    | |
| Philipp Meyer                               | 1896–1962    | CSU    | Bayern                  | Donauwörth                        | 69,2               | |
| Emmy Meyer-Laule                            | 1899–1985    | SPD    | Baden-Württemberg       |                                   |                    | |
| Franz Meyers                                | 1908–2002    | CDU    | Nordrhein-Westfalen     | Aachen-Stadt                      | 62,6               | ausgeschieden am 4. September 1958                                                                      |
| Josef Mick                                  | 1914–1978    | CDU    | Nordrhein-Westfalen     |                                   |                    | |
| Herwart Miessner                            | 1911–2002    | FDP    | Niedersachsen           |                                   |                    | eingetreten am 21. Mai 1959 für Carlo Graaff                                                            |
| Wolfgang Mischnick                          | 1921–2002    | FDP    | Hessen                  |                                   |                    | |
| Karl Mommer                                 | 1910–1990    | SPD    | Baden-Württemberg       |                                   |                    | |
| Richard Muckermann                          | 1891–1981    | CDU    | Nordrhein-Westfalen     | Neuß – Grevenbroich               | 67,1               | |
| Klaus Freiherr von Mühlen                   | 1909–1985    | FDP    | Baden-Württemberg       |                                   |                    | eingetreten am 6. Oktober 1959 für Reinhold Maier                                                       |
| Franz Mühlenberg                            | 1894–1976    | CDU    | Nordrhein-Westfalen     | Aachen-Land                       | 61,3               | |
| Hans Müller                                 | 1898–1974    | SPD    | Bayern                  |                                   |                    | |
| Karl Müller                                 | 1897–1982    | SPD    | Baden-Württemberg       |                                   |                    | |
| Willy Müller                                | 1903–1976    | SPD    | Rheinland-Pfalz         | Worms                             | 41,0               | |
| Ernst Müller-Hermann                        | 1915–1994    | CDU    | Bremen                  |                                   |                    | |
| Oskar Munzinger                             | 1911–1983    | SPD    | Rheinland-Pfalz         |                                   |                    | eingetreten am 20. April 1959 für Anton Diel, ausgeschieden am 1. Oktober 1959                          |
| Leonhard Murr                               | 1896–1967    | FDP    | Bayern                  |                                   |                    | |
| Franzjosef Müser                            | 1897–1976    | CDU    | Nordrhein-Westfalen     | Bochum                            | 47,2               | |
| Friederike Nadig                            | 1897–1970    | SPD    | Nordrhein-Westfalen     | Bielefeld – Halle                 | 43,1               | |
| Peter Nellen                                | 1912–1969    | CDU    | Nordrhein-Westfalen     | Münster-Stadt und -Land           | 64,8               | ab 8. November 1960 SPD                                                                                 |
| Kurt Neubauer                               | 1922–2012    | SPD    | Berlin                  |                                   |                    | |
| August Neuburger                            | 1902–1999    | CDU    | Baden-Württemberg       | Bruchsal                          | 65,9               | |
| Franz Neumann                               | 1904–1974    | SPD    | Berlin                  |                                   |                    | |
| Wilhelm Nieberg                             | 1887–1970    | CDU    | Niedersachsen           | Oldenburg – Ammerland             | 35,9               | |
| Alois Niederalt                             | 1911–2004    | CSU    | Bayern                  | Cham                              | 73,4               | |
| Maria Niggemeyer                            | 1888–1968    | CDU    | Nordrhein-Westfalen     |                                   |                    | |
| Theodor Oberländer                          | 1905–1998    | CDU    | Niedersachsen           | Hildesheim-Stadt und -Land        | 46,2               | |
| Willy Odenthal                              | 1896–1962    | SPD    | Rheinland-Pfalz         |                                   |                    | |
| Josef Oesterle                              | 1899–1959    | CSU    | Bayern                  | Augsburg-Land                     | 63,6               | verstorben am 31. August 1959                                                                           |
| Richard Oetzel                              | 1901–1985    | CDU    | Nordrhein-Westfalen     |                                   |                    | |
| Erich Ollenhauer                            | 1901–1963    | SPD    | Niedersachsen           | Stadt Hannover-Süd                | 52,1               | |
| Maria Pannhoff                              | 1902–1989    | CDU    | Nordrhein-Westfalen     |                                   |                    | |
| Ernst Paul                                  | 1897–1978    | SPD    | Baden-Württemberg       |                                   |                    | |
| Georg Pelster                               | 1897–1963    | CDU    | Nordrhein-Westfalen     | Steinfurt – Tecklenburg           | 60,8               | |
| Ernst Pernoll                               | 1902–1959    | CDU    | Niedersachsen           | Harburg – Soltau                  | 31,1               | verstorben am 15. Juli 1959                                                                             |
| Georg Peters                                | 1908–1992    | SPD    | Niedersachsen           | Aurich – Emden                    | 48,6               | |
| Robert Pferdmenges                          | 1880–1962    | CDU    | Nordrhein-Westfalen     |                                   |                    | |
| Walter Pflaumbaum                           | 1891–1974    | CDU    | Niedersachsen           | Uelzen                            | 34,3               | |
| Gerhard Philipp                             | 1904–1966    | CDU    | Nordrhein-Westfalen     |                                   |                    | |
| Carl Pietscher                              | 1900–1973    | CDU    | Niedersachsen           | Wolfenbüttel – Goslar-Land        | 49,4               | |
| Elisabeth Pitz-Savelsberg                   | 1906–1996    | CDU    | Hessen                  |                                   |                    | |
| Kurt Pohle                                  | 1899–1961    | SPD    | Schleswig-Holstein      |                                   |                    | |
| Heinz Pöhler                                | 1919–1989    | SPD    | Nordrhein-Westfalen     |                                   |                    | |
| Ludwig Preiß                                | 1910–1996    | DP     | Hessen                  | Marburg                           | 41,9               | ab 1. Juli 1960 fraktionslos, ab 20. September 1960 CDU                                                 |
| Carl Prennel                                | 1901–1968    | SPD    | Bayern                  |                                   |                    | |
| Victor-Emanuel Preusker                     | 1913–1991    | DP     | Nordrhein-Westfalen     |                                   |                    | ab 1. Juli 1960 fraktionslos, ab 20. September 1960 CDU                                                 |
| Moritz-Ernst Priebe                         | 1902–1990    | SPD    | Niedersachsen           |                                   |                    | |
| Maria Probst                                | 1902–1967    | CSU    | Bayern                  | Karlstadt                         | 70,4               | |
| Wilhelm Probst                              | 1912–1979    | DP     | Baden-Württemberg       |                                   |                    | ab 1. Juli 1960 fraktionslos, ab 20. September 1960 CDU                                                 |
| Werner Pusch                                | 1913–1988    | SPD    | Baden-Württemberg       |                                   |                    | |
| Severin Fritz Pütz                          | 1909–1988    | SPD    | Nordrhein-Westfalen     |                                   |                    | |
| Willy Max Rademacher                        | 1897–1971    | FDP    | Hamburg                 |                                   |                    | |
| Egon Wilhelm Ramms                          | 1909–1993    | FDP    | Nordrhein-Westfalen     |                                   |                    | |
| Hugo Rasch                                  | 1913–1960    | SPD    | Nordrhein-Westfalen     |                                   |                    | verstorben am 15. September 1960                                                                        |
| Will Rasner                                 | 1920–1971    | CDU    | Schleswig-Holstein      | Flensburg                         | 45,9               | |
| Ludwig Ratzel                               | 1915–1996    | SPD    | Baden-Württemberg       |                                   |                    | ausgeschieden am 21. Juni 1960                                                                          |
| Rudolf Recktenwald                          | 1920–2010    | SPD    | Saarland                |                                   |                    | eingetreten am 11. August 1959 für Kurt Conrad, ausgeschieden am 20. Oktober 1959                       |
| Karl Regling                                | 1907–2003    | SPD    | Schleswig-Holstein      |                                   |                    | |
| Luise Rehling                               | 1896–1964    | CDU    | Nordrhein-Westfalen     | Hagen                             | 47,0               | |
| Reinhold Rehs                               | 1901–1971    | SPD    | Schleswig-Holstein      |                                   |                    | |
| Carl Reinhard                               | 1909–1992    | CDU    | Hessen                  | Hersfeld                          | 43,4               | |
| Eckhard Reith                               | 1919–2011    | CDU    | Hessen                  |                                   |                    | |
| Wilhelm Reitz                               | 1904–1980    | SPD    | Hessen                  | Wetzlar                           | 37,8               | |
| Richard Reitzner                            | 1893–1962    | SPD    | Bayern                  |                                   |                    | |
| Annemarie Renger                            | 1919–2008    | SPD    | Schleswig-Holstein      |                                   |                    | |
| Hans Richarts                               | 1910–1979    | CDU    | Rheinland-Pfalz         | Prüm                              | 79,6               | |
| Clemens Riedel                              | 1914–2003    | CDU    | Hessen                  |                                   |                    | |
| Hugo Rimmelspacher                          | 1906–1986    | SPD    | Baden-Württemberg       |                                   |                    | eingetreten am 27. Juni 1960 für Ludwig Ratzel                                                          |
| Georg Ripken                                | 1900–1962    | DP     | Niedersachsen           |                                   |                    | eingetreten am 10. März 1958 für Franz Blücher, ab 1. Juli 1960 fraktionslos, ab 20. September 1960 CDU |
| Heinrich Georg Ritzel                       | 1893–1971    | SPD    | Hessen                  | Dieburg                           | 45,3               | |
| Ernst Rodiek                                | 1903–1980    | SPD    | Niedersachsen           |                                   |                    | eingetreten am 15. Juli 1960 für Hans Jahn                                                              |
| Helmut Rohde                                | 1925–2016    | SPD    | Niedersachsen           |                                   |                    | |
| Dietrich Rollmann                           | 1932–2008    | CDU    | Hamburg                 |                                   |                    | eingetreten am 7. März 1960 für Paul Leverkuehn                                                         |
| Josef Rommerskirchen                        | 1916–2010    | CDU    | Nordrhein-Westfalen     |                                   |                    | eingetreten am 12. Dezember 1960 für Johannes Brüns                                                     |
| Julie Rösch                                 | 1902–1984    | CDU    | Baden-Württemberg       |                                   |                    | |
| Josef Rösing                                | 1911–1983    | CDU    | Nordrhein-Westfalen     |                                   |                    | |
| Hans-Carl Rüdel                             | 1906–1976    | CDU    | Schleswig-Holstein      | Kiel                              | 50,0               | |
| Margarete Rudoll                            | 1906–1979    | SPD    | Nordrhein-Westfalen     |                                   |                    | |
| Thomas Ruf                                  | 1911–1996    | CDU    | Baden-Württemberg       | Eßlingen                          | 49,6               | |
| Heinrich-Wilhelm Ruhnke                     | 1891–1963    | SPD    | Niedersachsen           |                                   |                    | |
| Franz Ruland                                | 1901–1964    | CSU    | Saarland                |                                   |                    | |
| Wolfgang Rutschke                           | 1919–1996    | FDP    | Baden-Württemberg       |                                   |                    | |
| Heinrich Sander                             | 1910–1982    | FDP    | Niedersachsen           |                                   |                    | |
| Friedrich Schäfer                           | 1915–1988    | SPD    | Baden-Württemberg       |                                   |                    | |
| Fritz Schäffer                              | 1888–1967    | CSU    | Bayern                  | Passau                            | 70,4               | |
| Marta Schanzenbach                          | 1907–1997    | SPD    | Baden-Württemberg       |                                   |                    | |
| Hugo Scharnberg                             | 1893–1979    | CDU    | Hamburg                 |                                   |                    | |
| Ernst Scharnowski                           | 1896–1985    | SPD    | Berlin                  |                                   |                    | |
| Walter Scheel                               | 1919–2016    | FDP    | Nordrhein-Westfalen     |                                   |                    | |
| Ernst Schellenberg                          | 1907–1984    | SPD    | Berlin                  |                                   |                    | |
| Heinrich Scheppmann                         | 1895–1968    | CDU    | Nordrhein-Westfalen     |                                   |                    | |
| Josef Scheuren                              | 1898–1972    | SPD    | Nordrhein-Westfalen     |                                   |                    | eingetreten am 20. März 1959 für Alfred Gleisner                                                        |
| Heinrich Schild                             | 1895–1978    | DP     | Nordrhein-Westfalen     |                                   |                    | ab 1. Juli 1960 fraktionslos, ab 20. September 1960 CDU                                                 |
| Albrecht Schlee                             | 1910–1990    | CSU    | Bayern                  | Bayreuth                          | 43,7               | |
| Josef Schlick                               | 1895–1977    | CDU    | Rheinland-Pfalz         | Mainz                             | 48,0               | |
| Alfred Schliestedt                          | 1921–1963    | SPD    | Niedersachsen           |                                   |                    | eingetreten am 29. September 1961 für Walter Harm                                                       |
| Carlo Schmid                                | 1896–1979    | SPD    | Baden-Württemberg       | Mannheim-Stadt                    | 44,7               | |
| Helmut Schmidt                              | 1918–2015    | SPD    | Hamburg                 | Hamburg VIII                      | 44,1               | |
| Martin Schmidt                              | 1914–2002    | SPD    | Niedersachsen           |                                   |                    | |
| Otto Schmidt                                | 1902–1984    | CDU    | Nordrhein-Westfalen     | Wuppertal I                       | 53,4               | |
| Cläre Schmitt                               | 1915–2008    | CDU    | Hessen                  |                                   |                    | |
| Hermann Schmitt-Vockenhausen                | 1923–1979    | SPD    | Hessen                  | Groß-Gerau                        | 43,0               | |
| Kurt Schmücker                              | 1919–1996    | CDU    | Niedersachsen           | Vechta – Cloppenburg              | 77,2               | |
| Georg Schneider                             | 1892–1977    | CDU    | Hamburg                 | Hamburg IV                        | 42,2               | |
| Heinrich Schneider                          | 1907–1974    | FDP    | Saarland                | Saarbrücken-Stadt                 | 32,3               | |
| Herbert Schneider                           | 1915–1995    | DP     | Bremen                  |                                   |                    | ab 3. Mai 1961 fraktionslos (GDP)                                                                       |
| Ludwig Schneider                            | 1898–1978    | DP     | Hessen                  |                                   |                    | eingetreten am 10. September 1958 für August-Martin Euler, ab 3. Mai 1961 CDU                           |
| Erwin Schoettle                             | 1899–1976    | SPD    | Baden-Württemberg       |                                   |                    | |
| Helmuth Schranz                             | 1897–1968    | DP     | Hessen                  |                                   |                    | ab 3. Mai 1961 fraktionslos (GDP)                                                                       |
| Nikolaus Schreiner                          | 1914–2007    | SPD    | Saarland                |                                   |                    | ausgeschieden am 31. August 1958                                                                        |
| Gerhard Schröder                            | 1910–1989    | CDU    | Nordrhein-Westfalen     | Düsseldorf-Mettmann               | 54,2               | |
| Kurt Schröder                               | 1906–1964    | SPD    | Niedersachsen           |                                   |                    | |
| Richard Schröter                            | 1892–1977    | SPD    | Berlin                  |                                   |                    | |
| Fritz-Rudolf Schultz                        | 1917–2002    | FDP    | Rheinland-Pfalz         |                                   |                    | |
| Hubert Schulze Pellengahr                   | 1899–1985    | CDU    | Nordrhein-Westfalen     | Lüdinghausen – Coesfeld           | 69,1               | |
| Josef Schüttler                             | 1902–1972    | CDU    | Baden-Württemberg       | Konstanz                          | 61,5               | |
| Hans Schütz                                 | 1901–1982    | CSU    | Bayern                  | Dillingen                         | 63,8               | |
| Klaus Schütz                                | 1926–2012    | SPD    | Berlin                  |                                   |                    | |
| Werner Schwarz                              | 1900–1982    | CDU    | Schleswig-Holstein      | Stormarn                          | 47,6               | |
| Elisabeth Schwarzhaupt                      | 1901–1986    | CDU    | Hessen                  | Wiesbaden                         | 43,5               | |
| Hermann Schwörer                            | 1922–2017    | CDU    | Baden-Württemberg       |                                   |                    | eingetreten am 21. Oktober 1958 für Herbert Wolff                                                       |
| Hans-Christoph Seebohm                      | 1903–1967    | DP     | Hamburg                 |                                   |                    | ab 1. Juli 1960 fraktionslos, ab 20. September 1960 CDU                                                 |
| Roland Seffrin                              | 1905–1985    | CDU    | Hamburg                 |                                   |                    | |
| Max Seidel                                  | 1906–1983    | SPD    | Bayern                  |                                   |                    | |
| Franz Seidl                                 | 1911–1992    | CSU    | Bayern                  | München-Land                      | 61,7               | |
| Max Seither                                 | 1914–2003    | SPD    | Rheinland-Pfalz         |                                   |                    | |
| Elfriede Seppi                              | 1910–1976    | SPD    | Rheinland-Pfalz         |                                   |                    | eingetreten am 13. Oktober 1959 für Oskar Munzinger                                                     |
| Günther Serres                              | 1910–1981    | CDU    | Nordrhein-Westfalen     | Krefeld                           | 58,1               | |
| Walter Seuffert                             | 1907–1989    | SPD    | Bayern                  |                                   |                    | |
| Franz Seume                                 | 1903–1982    | SPD    | Berlin                  |                                   |                    | |
| Theodor Siebel                              | 1897–1975    | CDU    | Nordrhein-Westfalen     | Siegen-Stadt und -Land            | 51,4               | |
| J. Hermann Siemer                           | 1902–1996    | CDU    | Niedersachsen           | Delmenhorst – Wesermarsch         | 38,7               | |
| Karl Simpfendörfer                          | 1906–1984    | CDU    | Baden-Württemberg       | Heilbronn                         | 35,2               | |
| Emil Solke                                  | 1916–1999    | CDU    | Nordrhein-Westfalen     | Geldern – Kleve                   | 75,6               | |
| August Spies                                | 1893–1972    | CDU    | Rheinland-Pfalz         | Kaiserslautern                    | 42,8               | |
| Josef Spies                                 | 1906–1985    | CSU    | Bayern                  | Kaufbeuren                        | 62,6               | |
| Kurt Spitzmüller                            | 1921–2014    | FDP    | Baden-Württemberg       |                                   |                    | |
| Willy Stahl                                 | 1903–1989    | FDP    | Baden-Württemberg       |                                   |                    | |
| Wolfgang Stammberger                        | 1920–1982    | FDP    | Bayern                  |                                   |                    | |
| Heinz Starke                                | 1911–2001    | FDP    | Bayern                  |                                   |                    | |
| Robert Stauch                               | 1898–1981    | CDU    | Rheinland-Pfalz         | Westerburg                        | 55,5               | |
| Josef Stecker                               | 1916–2008    | CDU    | Niedersachsen           | Emsland                           | 67,0               | |
| Viktoria Steinbiß                           | 1892–1971    | CDU    | Nordrhein-Westfalen     |                                   |                    | |
| Willy Steinmetz                             | 1900–1969    | DP     | Niedersachsen           |                                   |                    | ab 1. Juli 1960 fraktionslos, ab 20. September 1960 CDU                                                 |
| Carl Stenger                                | 1905–1982    | SPD    | Hessen                  |                                   |                    | |
| Georg Stierle                               | 1897–1979    | SPD    | Hessen                  |                                   |                    | |
| Georg Stiller                               | 1907–1992    | CSU    | Bayern                  | Nürnberg                          | 43,7               | |
| Josef Stingl                                | 1919–2004    | CDU    | Berlin                  |                                   |                    | |
| Gerhard Stoltenberg                         | 1928–2001    | CDU    | Schleswig-Holstein      | Schleswig – Eckernförde           | 53,1               | |
| Anton Storch                                | 1892–1975    | CDU    | Niedersachsen           | Osnabrück-Stadt und -Land         | 52,3               | |
| Friedrich-Karl Storm                        | 1913–1987    | CDU    | Schleswig-Holstein      | Oldenburg – Eutin/Süd             | 48,3               | |
| Leo Storm                                   | 1908–1981    | CDU    | Nordrhein-Westfalen     | Duisburg I                        | 48,8               | |
| Heinrich Sträter                            | 1891–1968    | SPD    | Nordrhein-Westfalen     | Ennepe-Ruhr – Witten              | 46,2               | |
| Franz Josef Strauß                          | 1915–1988    | CSU    | Bayern                  | Weilheim                          | 57,6               | |
| Otto Striebeck                              | 1894–1972    | SPD    | Nordrhein-Westfalen     |                                   |                    | eingetreten am 27. Mai 1958 für Wilhelm Mellies                                                         |
| Käte Strobel                                | 1907–1996    | SPD    | Bayern                  |                                   |                    | |
| Detlef Struve                               | 1903–1987    | CDU    | Schleswig-Holstein      | Rendsburg                         | 53,4               | |
| Richard Stücklen                            | 1916–2002    | CSU    | Bayern                  | Weißenburg                        | 74,2               | |
| Gustav Sühler                               | 1922–1998    | CSU    | Bayern                  | Kulmbach                          | 53,0               | |
| Richard Tamblé                              | 1913–1982    | SPD    | Schleswig-Holstein      |                                   |                    | eingetreten am 25. April 1960 für Wilhelm Gülich                                                        |
| Theodor Teriete                             | 1907–1971    | CDU    | Nordrhein-Westfalen     |                                   |                    | |
| Emil Theil                                  | 1892–1968    | SPD    | Bremen                  |                                   |                    | eingetreten am 6. März 1960 für Philipp Wehr                                                            |
| Hanns Theis                                 | 1921–2020    | SPD    | Nordrhein-Westfalen     |                                   |                    | |
| Peter Tobaben                               | 1905–1972    | DP     | Niedersachsen           | Stade – Bremervörde               | 34,5               | ab 3. Mai 1961 CDU                                                                                      |
| Hans Toussaint                              | 1902–1977    | CDU    | Nordrhein-Westfalen     | Essen III                         | 56,3               | |
| Franz Xaver Unertl                          | 1911–1970    | CSU    | Bayern                  | Vilshofen                         | 66,3               | |
| Franz Varelmann                             | 1904–1978    | CDU    | Niedersachsen           |                                   |                    | |
| Max Vehar                                   | 1910–1992    | CDU    | Nordrhein-Westfalen     | Mülheim                           | 45,5               | |
| Elisabeth Vietje                            | 1902–1963    | CDU    | Niedersachsen           |                                   |                    | eingetreten am 6. Mai 1960 für Adolf Cillien                                                            |
| Rudolf Vogel                                | 1906–1991    | CDU    | Baden-Württemberg       | Aalen                             | 62,0               | |
| Karl-Heinz Vogt                             | 1919–1988    | CSU    | Bayern                  | Aschaffenburg                     | 58,9               | |
| Gerhard Wacher                              | 1916–1990    | CSU    | Bayern                  | Hof                               | 46,5               | |
| Friedrich Wilhelm Wagner                    | 1894–1971    | SPD    | Rheinland-Pfalz         | Ludwigshafen am Rhein             | 45,2               | |
| Eduard Wahl                                 | 1903–1985    | CDU    | Baden-Württemberg       | Heidelberg                        | 52,6               | |
| Otto Walpert                                | 1909–1979    | SPD    | Nordrhein-Westfalen     | Bielefeld-Stadt                   | 42,5               | ausgeschieden am 12. Januar 1960                                                                        |
| Fritz Walter                                | 1896–1977    | FDP    | Hessen                  |                                   |                    | |
| Fritz Weber                                 | 1911–1998    | FDP    | Baden-Württemberg       |                                   |                    | |
| Helene Weber                                | 1881–1962    | CDU    | Nordrhein-Westfalen     |                                   |                    | |
| Karl Weber                                  | 1898–1985    | CDU    | Rheinland-Pfalz         | Koblenz                           | 61,7               | |
| Heinz Wegener                               | 1920–2004    | SPD    | Nordrhein-Westfalen     |                                   |                    | |
| Heinrich Wehking                            | 1899–1984    | CDU    | Nordrhein-Westfalen     |                                   |                    | |
| Herbert Wehner                              | 1906–1990    | SPD    | Hamburg                 | Hamburg VII                       | 54,0               | |
| Philipp Wehr                                | 1906–1960    | SPD    | Bremen                  | Bremerhaven – Bremen-Nord         | 46,5               | verstorben am 20. Februar 1960                                                                          |
| August Weimer                               | 1908–1980    | CDU    | Hessen                  |                                   |                    | |
| Otto Weinkamm                               | 1902–1968    | CSU    | Bayern                  | Augsburg-Stadt                    | 53,4               | |
| Erwin Welke                                 | 1910–1989    | SPD    | Nordrhein-Westfalen     |                                   |                    | |
| Heinrich Welslau                            | 1918–1991    | SPD    | Nordrhein-Westfalen     |                                   |                    | |
| Emmi Welter                                 | 1887–1971    | CDU    | Nordrhein-Westfalen     |                                   |                    | |
| Ernst Weltner                               | 1898–1969    | SPD    | Niedersachsen           | Neustadt – Grafschaft Schaumburg  | 37,8               | |
| Helmut Wendelborn                           | 1926–2003    | CDU    | Schleswig-Holstein      | Lübeck                            | 52,3               | |
| Friedrich Werber                            | 1901–1981    | CDU    | Baden-Württemberg       | Karlsruhe-Stadt                   | 48,8               | |
| Rudolf Werner                               | 1920–1996    | CDU    | Niedersachsen           |                                   |                    | eingetreten am 24. Juli 1959 für Ernst Pernoll                                                          |
| Helene Wessel                               | 1898–1969    | SPD    | Nordrhein-Westfalen     |                                   |                    | |
| Karl Wienand                                | 1926–2011    | SPD    | Nordrhein-Westfalen     |                                   |                    | |
| Karl Wieninger                              | 1905–1999    | CSU    | Bayern                  | München-Süd                       | 46,5               | |
| Werner Wilhelm                              | 1919–2006    | SPD    | Saarland                |                                   |                    | eingetreten am 5. September 1958 für Nikolaus Schreiner                                                 |
| Hans Wilhelmi                               | 1899–1970    | CDU    | Hessen                  |                                   |                    | |
| Rudolf Will                                 | 1893–1963    | FDP    | Berlin                  |                                   |                    | |
| Friedrich Wilhelm Willeke                   | 1893–1965    | CDU    | Nordrhein-Westfalen     | Recklinghausen-Land               | 55,7               | |
| Heinrich Windelen                           | 1921–2015    | CDU    | Nordrhein-Westfalen     | Beckum – Warendorf                | 66,5               | |
| Bernhard Winkelheide                        | 1908–1988    | CDU    | Nordrhein-Westfalen     | Recklinghausen-Stadt              | 50,5               | |
| Friedrich Winter                            | 1902–1982    | CSU    | Bayern                  | Nürnberg – Fürth                  | 43,2               | |
| Hans-Jürgen Wischnewski                     | 1922–2005    | SPD    | Nordrhein-Westfalen     |                                   |                    | |
| Franz Wittmann                              | 1895–1975    | CSU    | Bayern                  |                                   |                    | |
| Kurt Wittmer-Eigenbrodt                     | 1889–1975    | CDU    | Hessen                  | Fritzlar-Homberg                  | 37,6               | |
| Karl Wittrock                               | 1917–2000    | SPD    | Hessen                  |                                   |                    | |
| Herbert Wolff                               | 1904–1958    | CDU    | Baden-Württemberg       | Lörrach                           | 54,4               | ausgeschieden am 15. Oktober 1958, verstorben am 29. Oktober 1958                                       |
| Jeanette Wolff                              | 1888–1976    | SPD    | Berlin                  |                                   |                    | |
| Josef Worms                                 | 1895–1985    | CDU    | Hessen                  |                                   |                    | |
| Franz-Josef Wuermeling                      | 1900–1986    | CDU    | Rheinland-Pfalz         | Altenkirchen                      | 57,6               | |
| Heinrich Wullenhaupt                        | 1903–1985    | CDU    | Nordrhein-Westfalen     |                                   |                    | |
| Alois Zimmer                                | 1896–1973    | CDU    | Rheinland-Pfalz         | Trier                             | 66,9               | |
| Friedrich Zimmermann                        | 1925–2012    | CSU    | Bayern                  | Landshut                          | 59,8               | |
| Siegfried Zoglmann                          | 1913–2007    | FDP    | Nordrhein-Westfalen     |                                   |                    | |
| Ernst Zühlke                                | 1895–1976    | SPD    | Bayern                  |                                   |                    | |